# Maxime Lacroix
Maxime Lacroix (* 5. června 1987 v Québecu, Québec (provincie)) je kanadský hokejový útočník.

## Hráčská kariéra
Svou juniorskou kariéru strávil v lize QMJHL, kde hrával za tým Québec Remparts v letech 2004/08. S klubem Remparts v ročníku 2005/06 postoupili do opět do playoff, které nakonec vyhráli a postoupili do boje o memorial Cup, který nakonec vyhráli. Po tomto úspěchu byl v létě 2006 draftován týmem Washington Capitals v pátém kole ze 127. místa. Během posledních dvou sezón za klub Remparts hrával jako alternativní hráč.
Během závěrečné sezóny 2007/08 nastoupil ke dvou zápasu do profesionální ligy AHL za farmářský klub Hershey Bears. Ve druhém zápase v playoff zaznamenal první branku, ale s klubem Hershey Bears nepostoupili dále, jelikož prohráli nad týmem Wilkes-Barre/Scranton Penguins 1:4 na zápasy. Do zcela nové sezóny 2008/09 přidělen do druhé farmy Capitals v South Carolina Stingrays (ECHL), kde strávil převážnou část sezóny, na konci listopadu až do poloviny prosince byl povolán do prvního farmářského týmu Hershey Bears. S klubem South Carolina Stingrays postoupili do playoff, kde nakonec porazili všechny soupeře a vyhráli ligovou trofej Kelly Cup. V závěrečném boji ve finále proti týmu Alaska Aces, které South Carolina Stingrays vyhrál 4:3 na série, vstřelil šest gólů.
2. října 2010 podepsal jednoletou smlouvu s farmářským klubem Montreal Canadiens, Hamilton Bulldogs. Za Bulldogs sice odehrál více zápasů než v minulé sezóně, ale opět převážnou část sezóny strávil ve druhém farmářském týmu v ECHL za tým Cincinnati Cyclones, se kterým si opět zahrál playoff a pomohl k zisku Kelly Cupu, již podruhé pomohl k jejímu zisku. Po vypršení smlouvy se vrátil zpět do klubu South Carolina Stingrays, se kterým se dohodl na smlouvě. Začátek sezóny opět začal v South Carolina Stingrays, kde setrval do 19. listopad 2010. Poté byl povolán do Hershey Bears, kde hrával až do konce sezóny.

## Ocenění a úspěchy
- 2016 LM – Trofej Charles Ramsay

## Prvenství
- Debut v AHL – 20. dubna 2008 (Hershey Bears proti Wilkes-Barre/Scranton Penguins)
- První gól v AHL – 24. dubna 2008 (Hershey Bears proti Wilkes-Barre/Scranton Penguins, americkému brankáři John Curry)
- První asistence v AHL – 4. října 2009 (Hamilton Bulldogs proti Toronto Marlies)

## Klubové statistiky
| Sezóna         | Klub                        | Soutěž         |     | Základní část | Základní část | Základní část | Základní část | Základní část |    | Play off | Play off | Play off | Play off | Play off |
| Sezóna         | Klub                        | Soutěž         | Z   | G             | A             | B             | TM            | Z             | G  | A        | B        | TM       |          |          |
| 2004/2005      | Quebec Remparts             | QMJHL          | 49  | 6             | 8             | 14            | 34            | 13            | 0  | 0        | 0        | 8        |          |          |
| 2005/2006      | Quebec Remparts             | QMJHL          | 70  | 25            | 22            | 47            | 79            | 23            | 7  | 5        | 12       | 21       |          |          |
| 2005/2006      | Quebec Remparts             | M-Cup          | 4   | 2             | 3             | 5             | 2             | —             | —  | —        | —        | —        |          |          |
| 2006/2007      | Quebec Remparts             | QMJHL          | 68  | 22            | 31            | 53            | 85            | 5             | 2  | 1        | 3        | 2        |          |          |
| 2007/2008      | Quebec Remparts             | QMJHL          | 67  | 30            | 32            | 62            | 89            | 8             | 1  | 5        | 6        | 16       |          |          |
| 2007/2008      | Hershey Bears               | AHL            | —   | —             | —             | —             | —             | 2             | 1  | 0        | 1        | 0        |          |          |
| 2008/2009      | South Carolina Stingrays    | ECHL           | 63  | 33            | 31            | 64            | 86            | 23            | 13 | 5        | 18       | 37       |          |          |
| 2008/2009      | Hershey Bears               | AHL            | 6   | 1             | 0             | 1             | 7             | —             | —  | —        | —        | —        |          |          |
| 2009/2010      | Hamilton Bulldogs           | AHL            | 27  | 1             | 2             | 3             | 2             | —             | —  | —        | —        | —        |          |          |
| 2009/2010      | Cincinnati Cyclones         | ECHL           | 38  | 17            | 11            | 28            | 51            | 19            | 3  | 9        | 12       | 20       |          |          |
| 2010/2011      | South Carolina Stingrays    | ECHL           | 13  | 7             | 3             | 10            | 20            | —             | —  | —        | —        | —        |          |          |
| 2010/2011      | Hershey Bears               | AHL            | 57  | 6             | 10            | 16            | 25            | 6             | 0  | 0        | 0        | 0        |          |          |
| 2011/2012      | South Carolina Stingrays    | ECHL           | 31  | 12            | 21            | 33            | 26            | 9             | 5  | 5        | 10       | 6        |          |          |
| 2011/2012      | Hershey Bears               | AHL            | 29  | 1             | 2             | 3             | 20            | —             | —  | —        | —        | —        |          |          |
| 2012/2013      | Odense Bulldogs             | DEN            | 40  | 15            | 25            | 40            | 36            | 14            | 5  | 4        | 9        | 4        |          |          |
| 2013/2014      | Sheffield Steelers          | EIHL           | 24  | 12            | 17            | 29            | 42            | 4             | 2  | 2        | 4        | 0        |          |          |
| 2014/2015      | Dragons de Rouen            | LM             | 26  | 8             | 20            | 28            | 32            | 4             | 0  | 1        | 1        | 0        |          |          |
| 2015/2016      | Ducs d'Angers               | LM             | 26  | 22            | 25            | 47            | 14            | 16            | 6  | 10       | 16       | 30       |          |          |
| 2016/2017      | Ducs d'Angers               | LM             | 44  | 12            | 19            | 31            | 28            | 6             | 3  | 4        | 7        | 0        |          |          |
| 2017/2018      | Ducs d'Angers               | LM             | 43  | 15            | 18            | 33            | 58            | 5             | 1  | 1        | 2        | 8        |          |          |
| 2018/2019      | Ducs d'Angers               | LM             | 44  | 24            | 20            | 44            | 40            | 5             | 1  | 2        | 3        | 0        |          |          |
| 2019/2020      | Ducs d'Angers               | LM             | 40  | 21            | 23            | 44            | 56            | 4             | 0  | 1        | 1        | 4        |          |          |
| 2021/2022      | Saint–Georges Cool FM 103.5 | LNAH           | 26  | 5             | 11            | 16            | 23            | 11            | 3  | 2        | 5        | 23       |          |          |
| 2022/2023      | Saint–Georges Cool FM 103.5 | LNAH           | 34  | 15            | 29            | 44            | 30            | 17            | 10 | 11       | 21       | 18       |          |          |
| 2023/2024      | Saint–Georges Cool FM 103.5 | LNAH           | 34  | 23            | 12            | 35            | 25            | 4             | 1  | 0        | 1        | 2        |          |          |
| Celkem v QMJHL | Celkem v QMJHL              | Celkem v QMJHL | 254 | 83            | 93            | 176           | 287           | 49            | 10 | 11       | 21       | 47       |          |          |
| Celkem v AHL   | Celkem v AHL                | Celkem v AHL   | 119 | 9             | 14            | 23            | 54            | 8             | 1  | 0        | 1        | 0        |          |          |
| Celkem v LM    | Celkem v LM                 | Celkem v LM    | 223 | 102           | 125           | 227           | 228           | 40            | 11 | 19       | 30       | 42       |          |          |